# Хождение Джоэниса
«Хождение Джоэниса» (англ. Journey of Joenes; также «Путешествие в послезавтра», англ. Journey Beyond Tomorrow) — сатирический роман известного фантаста Роберта Шекли. Написан в 1962 году. Был впервые опубликован в 1962 году в журнале «Fantasy & Science Fiction» (№10 и 11) под названием «Хождение Джоэниса», также под этим названием издан в 1978 году в Британии, в США вышел отдельной книгой в 1962 году как «Путешествие в послезавтра».
Роман построен как сборник сказаний народов Океании 31-го века о житии и хождениях Джоэниса по США, простого парня из 21-го столетия, ставшего пророком новой жизни после войны. В этих устных рассказах причудливо перемешаны факты жизни Джоэниса с искажёнными полузабытыми историей и легендами.
С 1960 года на советско-китайской границе начались провокации китайских граждан, которые привели к пограничному конфликту на острове Даманский в 1969 году. Шекли и сатирически обыграл это и показал возможность крупномасштабной войны между СССР и КНР (но замалчиваемой) в начале главы «История войны», которая впервые вышла на русском языке отдельно как «Джоэнис в Москве» в январе 1991 года в журнале «Если».
А первый полный перевод всего романе на русский язык был издан в 1994 г. как часть "Собрания сочинений" (т.4) в издательстве ПОО "Фабула", Москва 
ISBN 5-86090-176-3  Ш4703040100-015/94   ББК. 84.7 США

## Сюжет
Джоэнис, молодой смотритель электростанции на острове Матуатуа (в Полинезии), был уволен, потому что совет директоров компании (возглавляемой Артуром Пендрагоном) за круглым столом в Сан-Франциско решил закрыть некоторые филиалы. Оставшись без работы парень решил отправиться в страну своих предков и попробовать найти судьбу. В Сан-Франциско он знакомится с Ламом, местным битником, тот устраивает вечеринку. После приёма мескалина Джоэнис произносит на улице речь и пытается защитить новоявленную подружку-наркоманку Диедри от полицейского патруля, который забирает его как коммуниста. Он предстаёт перед комиссией Конгресса, которая признаёт в нём шпиона, но затем условно освобождают после толкования приговора Великим Оракулом (суперкомпьютером). Сказитель по этому поводу разъясняет некоторые моменты истории великой эллинистической цивилизации:

Когда-то Афины были одним из городов Древней Греции, откуда возникла американская цивилизация. Рядом с Афинами находилась Спарта — милитаристское государство, главенствующее над городами Македонии в верхней части штата Нью-Йорк.

Джоэнис спрашивает у прохожего на улице (Чевоиза), о «великой и целенаправленной деятельности, которую он наблюдает вокруг», тот объясняет, что многие из них — мертвецы, прикидывающиеся живыми. Вскоре прохожий вынужден сбежать от полицейского, привыкшего безжалостно наводить порядок своей пушкой.

Ходячие мертвецы характеризуются почти полным отсутствием чувств. «...» Часто наблюдается рефлексивная склонность к набожности, что напоминает спазматическое дёрганье цыпленка, которому только что отрубили голову. Из-за этого рефлекса многие ходячие мертвецы бродят вокруг церквей, а некоторые даже пытаются молиться.

Далее Джоэниса подвозят дальнобойщики, все трое поочерёдно поведывают Джоэнису истории своей жизни: 
Первый водитель — бывший учёный Адольфус Пропонус, пытавшийся бороться в Африке со смертельными болезнями, распространяемыми богатыми странами, но потерпевший фиаско и потерявший веру в науку. 
Другой (честный водитель Рамон Дельгадо) потерял веру в справедливость, так как однажды хотел заплатить за парковку и пошёл разменять песо в магазине, но за „неуплату“ попал в Каторжную Тюрьму Морелос. Из рассказов сокамерников он узнал, что тюрьмы в Мексике переполнены и толпы желающих стать заключёнными осаждают их. Оказывается, снаружи голод и безработица, а в тюрьме трёхразовое питание и крыша над головой. Заключённый Эдмон Дантес поведал ему, что много лет назад его направили в это заведение, а потом предложили условное освобождение, и он согласился, «будучи зелёным юнцом». Но потом понял, что все друзья и любимая остались в тюрьме, и лишь после многолетних попыток вернуться с трудом пробрался туда. Заключённый Отис рассказал о своей юношеской идеализации природы, которая показалась ему кошмаром в зрелом возрасте, например, он «узнал, что, как бы ни радовали глаз прекрасные голубые озера, они всегда окружены колючками и топью. А когда вы наконец добираетесь до них, то обнаруживаете, что вода коричневая от грязи»...
А третий водитель - выходец из Германии Ганс Шмидт, утратил веру в религию, хотя "никогда не сомневался в уникальности человека и в его особом положении во вселенной, но был убежден, что сам человек не сможет подняться над животными качествами в своей натуре", но  поняв, что всё, чему поклоняются люди, — лишь игрушки для забавы теологов, и "даже сама пустота - всего-навсего лживый фокус для одурачивания людей".
Затем Джоэнис попадает в «Дом „Холлис“ для невменяемых преступников», где попавший туда же Лам объясняет, что в «Доме» обитают писатели и художники, прячущиеся от сумасшедшего мира. Там же находился человек-аватар Бога, но в это не верят врачи. Диедри пишет Джоэнису письмо, из которого следует, что она стала фанатично предана семейным ценностям и скоро выйдет за него замуж. Но когда его приглашают преподавать курс в университете, он с радостью избегает женитьбы. Сначала он сам не знал темы курса, но с помощью студентов кое-как закончил семестр.
«Помощник Министра по Надзору за Распределением государственных Должностей» предлагает Джоэнису государственную службу, заявляя, что предыдущие события лишь показали его лояльность. Парня посылают в Октагон (многократно укрупнённый аналог „тесного“ Пентагона), выяснить своё задание. Он бродит там несколько дней, так как Октагон постоянно перестраивается, а картографы делают фальшивые карты и сами знают лишь малую часть здания. Там он встречает Тезея, тираноборца, желающего убить совратителя малолетних Эдвина Дж. Минотавра. Тезей, в отместку за похищение сестры, сам совратил дочь тирана, Ариадну, крадущуюся за ним следом и сматывающую спасительную нить. Джоэнис случайно находит кабинет Минотавра и получает задание — вылететь в СССР с дипломатической целью предотвращения мировой войны, в Москве партийцы поведали ему подробности советско-китайской войны. Но на обратном пути:

Когда Джоэнис пролетал над Калифорнией, автоматическая радарная станция приняла его самолет за вторгшийся самолет противника и открыла огонь, выпустив по нему серию ракет класса “воздух — воздух”. Этим трагическим инцидентом и открылась начальная стадия великой войны.

Недолго пробыв на военной службе Джоэнис и Лам на яхте плывут в Полинезию, где становятся пророками новой жизни. Последователи Лама уничтожают металлы, как источники зла, а последователи Джоэниса видят коренение зла в человеке. В старости к Джоэнису приплывает на плоту Чевоиз и отдаёт документы, оказалось это письма выжившей Диедри и настоящая карта Октагона от воплощённого Бога, которую Джоэнису не дал посмотреть врач в лечебнице. В отчаянии он уходит в горы, живя в пещерах, где через сотни лет о нём ходят легенды.